# Syntec Conseil en Management
Syntec Conseil en Management est un syndicat professionnel qui a pour objet la représentation, la promotion et la défense des intérêts de personnes morales exerçant une activité de conseil en gestion auprès d'entités et entreprises, publiques ou privées.
Le syndicat représente les professions d'études et de conseil en management au sein de la Fédération Syntec.

## Historique
L'histoire de Syntec  est liée à la montée en puissance des professions de conseil aux entreprises.
D’abord liées à la Chambre Syndicale des Bureaux d'Etudes Techniques de France, prédécesseur de l’actuelle Fédération SYNTEC fondée en 1979[réf. nécessaire], les représentations de l’activité de conseil en France vont s’accroître.
En 1991, il n'existe qu'une représentation pour l’ensemble des métiers de « Conseil en gestion » : Syntec Conseil. En 1998, le GSSEC (Groupement des syndicats Syntec études et conseil) est constitué, élargissant la représentativité de la profession au recrutement, aux relations publiques et aux études marketing. Le GSSEC est constitué de cinq syndicats : Syntec Études marketing et opinions, Syntec Relations Publiques, Syntec Conseil en recrutement, Syntec Conseil en évolution professionnelle, et, donc, Syntec conseil en management,.
Le président actuel de Syntec Conseil en management est Hervé Baculard. Il a succédé en 2010 à Jean-Luc Placet, qui assurait cette fonction depuis 2004.

## Publication
En décembre 2011, Syntec Conseil en Management publie aux éditions Eyrolles, l'ouvrage Compétitivité AAA : Pour un nouveau pacte France-Entreprises. Fruit du travail collaboratif des consultants en management et stratégie adhérents de Syntec Conseil en Management, ce livre s'appuie sur 135 entretiens avec des dirigeants d'entreprises et propose 49 propositions pour « rétablir la compétitivité française ».
Chaque année, Syntec Conseil en Management récompense par un prix les meilleurs articles de recherche ainsi que, plus récemment, le meilleur ouvrage de recherche en management.

### Sources et bibliographie
(juillet 2016).
- Cet article est partiellement ou en totalité issu du site syntec-management.com, le texte ayant été placé par l’auteur ou le responsable de publication sous la licence Creative Commons paternité partage à l'identique ou une licence compatible.
- Rédaction du Monde, « 1997, un bon cru pour le conseil en management », Le Monde,‎ 9 décembre 1998 (lire en ligne).
- Rédaction du Monde, « Questions-Réponses », Le Monde,‎ 6 février 2001 (lire en ligne).
- Rédaction JDN, « Jean-Luc Placet (Syntec) : L'activité devrait reprendre dès cette année », Le Journal du Net,‎ juin 2004 (lire en ligne).
- Christian Thuderoz, Histoire et sociologie du management : doctrines, textes, études de cas, PPUR presses polytechniques, 2006, 400 p. (lire en ligne), p. 63.
- Agence pour la création d'entreprises, Devenez consultant !, Editions Eyrolles, 2011, 154 p. (lire en ligne), p. 130.
- Rédaction L’Usine Nouvelle, « Syntec Conseil en management : Jean-Luc Placet », L’Usine nouvelle,‎ 17 mai 2007 (lire en ligne).
- Rédaction Fig, « Jean-Luc Placet réunit 100.000 entreprises à la fédération Syntec », Le Figaro,‎ 14 septembre 2010 (lire en ligne).
- Marie-Sophie Ramspacher, « Hervé Baculard Capitaine de Syntec Conseil en Management », Les Échos,‎ 14 septembre 2010 (lire en ligne).
- Agence nationale pour la création et le développement des nouvelles entreprises, Créer ou reprendre une entreprise, Editions Eyrolles, 2013, 598 p. (lire en ligne), p. 327.
- Rédaction des Échos, « Hervé Baculard (Syntec conseil en management) », Les Échos,‎ 2 octobre 2013 (lire en ligne).
- Rédaction LaRSG, « Pour le Syntec, l’innovation managériale est l’avenir de la compétitivité française », Revue des sciences de gestion,‎ 30 mai 2014 (lire en ligne).